# La faccia violenta della legge
La faccia violenta della legge (Scarred City, conosciuto in Italia anche come Città sotto assedio è un film del 1998 diretto da Ken Sanzel e prodotto da John Ashley, il quale morì d'infarto durante le riprese.

## Trama
Dopo essere stato coinvolto nell'insabbiamento di un'accidentale sparatoria, il giovane e intraprendente poliziotto Joh Track è costretto a unirsi a un'unità di polizia sotto copertura nota come SCAR (Select Unit Armed Response). Le azioni poco ortodosse di tale corpo speciale, costituito da poliziotti privi di scrupoli, lo mettono però a disagio. Nel corso di un'irruzione in una casa occupata da spacciatori colombiani, la squadra di John uccide tutti coloro che si trovano nell'abitazione. John si defila dall'operazione, salva Candy, una squillo presente nella casa, e fugge con lei.